# قوی فریادکش

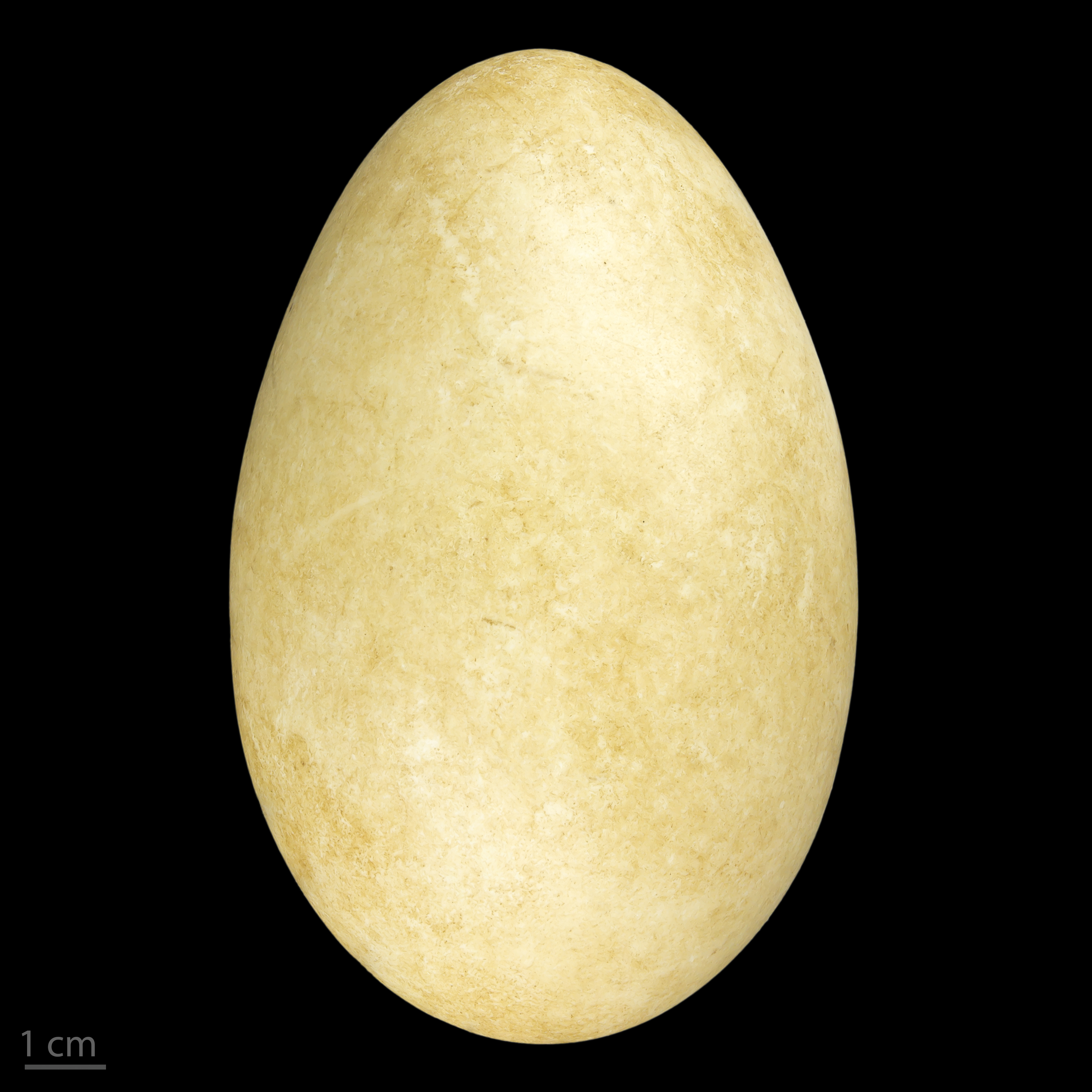
Cygnus cygnus

قوی فریادکش (Cygnus cygnus)، گونه‌ای قو است که در نیم‌کره شمالی زندگی می‌کند. این پرنده همانندی زیادی به قوی گنگ و کوچک دارد. جثه این قو از قوی کوچک بزرگتر است و نوکش بیشتر زرد است تا سیاه (در قوی کوچک برعکس است). قوی فریادکش در مناطق نزدیک به قطب شمال در سه قاره آسیا، اروپا، و آمریکای شمالی زندگی و تخم‌گذاری می‌کند.

## ویژگی‌های ریخت‌شناسی
قوی فریادکش در ظاهر همانند قوی کوچک است، ولی دارای جثه‌ای بزرگتر. طول بدن این قو میان ۱۴۰ تا ۱۶۵ سانتی‌متر است و طول بال‌های باز شده آن به ۲۰۵ تا ۲۷۵ سانتی‌متر می‌رسد. وزن این پرنده در حالت کلی از ۷٫۴ کیلوگرم تا ۱۴ کیلوگرم تغییر می‌کند؛ این میزان به طور میانگین در نرها ۹٫۸ تا ۱۱٫۴ است و برای ماده‌ها ۸٫۲ تا ۹٫۲ کیلوگرم. این پرنده یکی از سنگین‌وزن‌ترین پرندگان پروازی به‌شمار می‌رود.
نوک این پرنده به شکل زاویه مثلثاتی است و بخش زرد رنگ آن نمودارتر از بخش سیاهش. چنین ویژگی‌ای می‌تواند معیاری برای تشخیص این قو از قوی کوچک باشد چرا که قوهای کوچک دارای بخش سیاه‌رنگ بزرگتری در منقارشان هستند تا بخش زرد رنگ.

## گستره و پراکندگی
قوهای فریادکش فضای زیادی برای زندگی می‌طلبند، به ویژه هنگامی که در حال رشد هستند چرا که در این هنگام پاها توانایی نگه داشتن وزن بدنشان برای مدت زمان طولانی را ندارند. این قو بیشتر وقت خود را به شنا کردن می‌پردازد و از علف‌های زیر آب تغذیه می‌کند.
قوی فریادکش در مناطق شمالی قاره‌های اروپا و آسیا (در روسیه) زندگی تخم‌گذاری می‌کند. در اروپا ایسلند، نروژ، سوئد و فنلاند از جمله مناطق مهم زندگی آن هستند. سیبری، کانادا، آلاسکا، و نیز جزایر ژاپن و برخی از نواحی آسیای مرکزی نیز از دیگر مناطق تخم‌گذاری مهاجرت این پرنده به‌شمار می‌روند. این پرندگان در زمستان به سوی مناطق جنوبی کوچ کرده و عازم مناطق غرب و مرکز اروپا واطراف دریای سیاه، رشته‌کوه‌های اورال، دریای خزر، انگلیس، شمال هند، چین و ژاپن می‌شوند. قوهایی که در زمستان به اسکاتلند کوچ می‌کنند در حوالی ماه اکتبر بدین منطقه می‌رسند و در طی ماه آوریل دوباره به ایسلند باز می‌گردند.

## نگارخانه

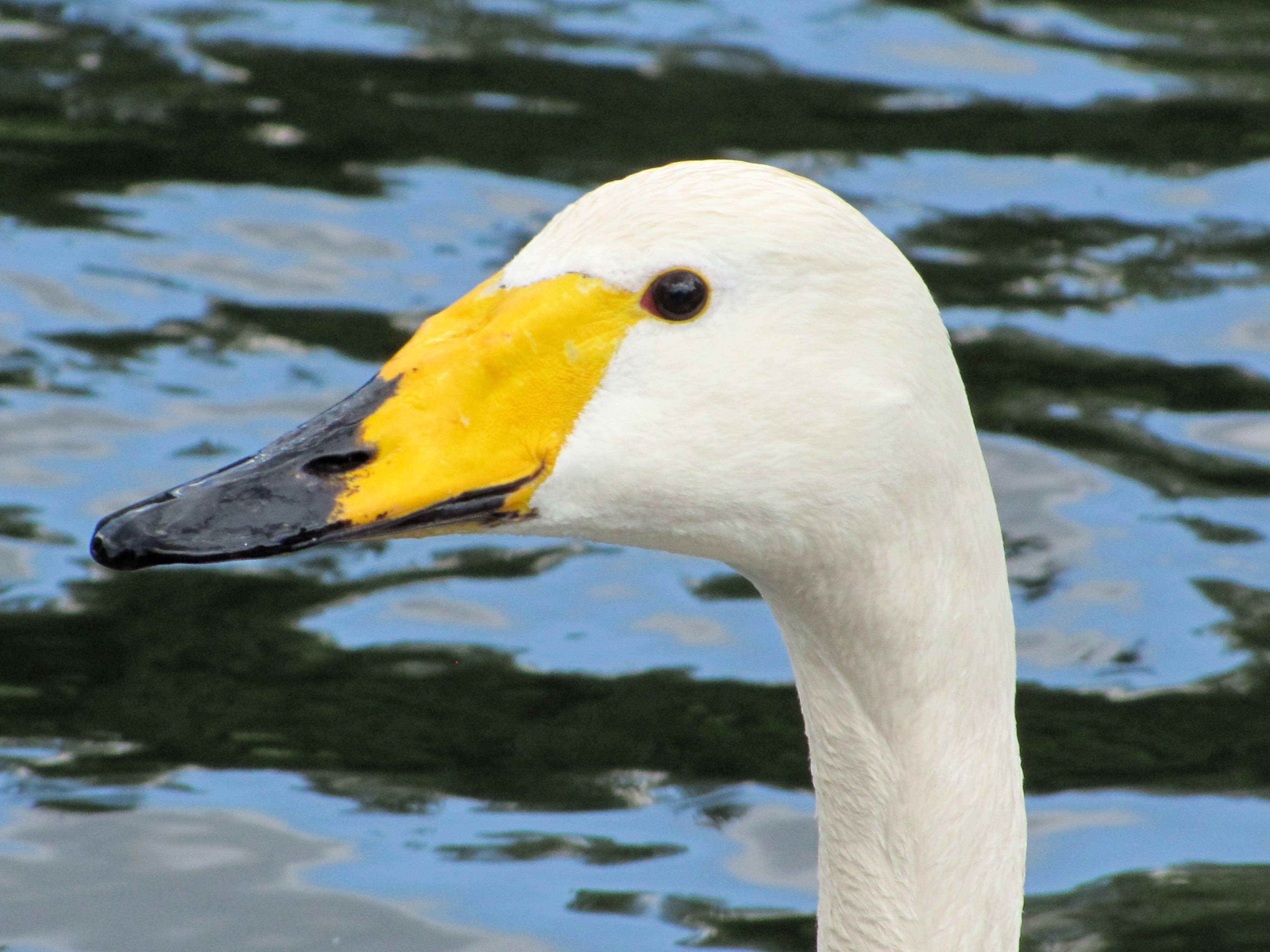
قوی فریادکش در لندن، انگلستان
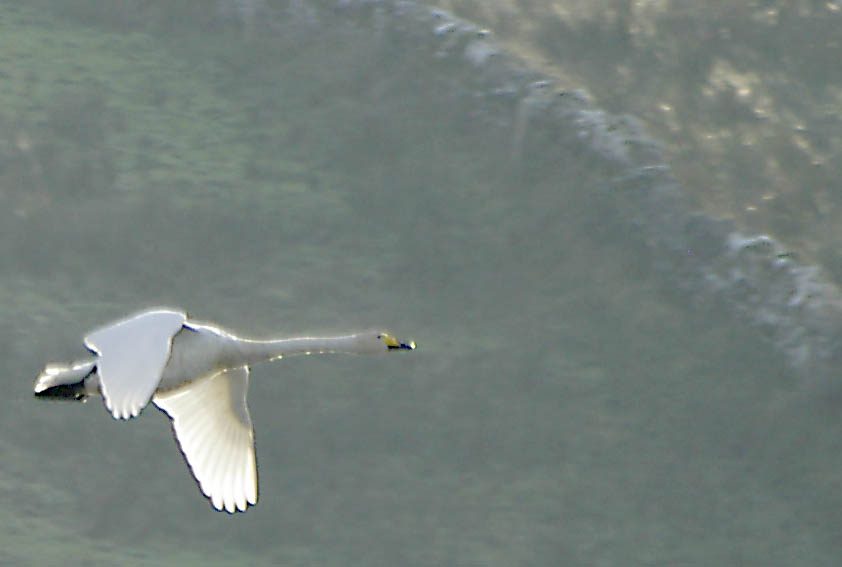
قوی فریادکش در کلیفنورا، جزیره ایرلند
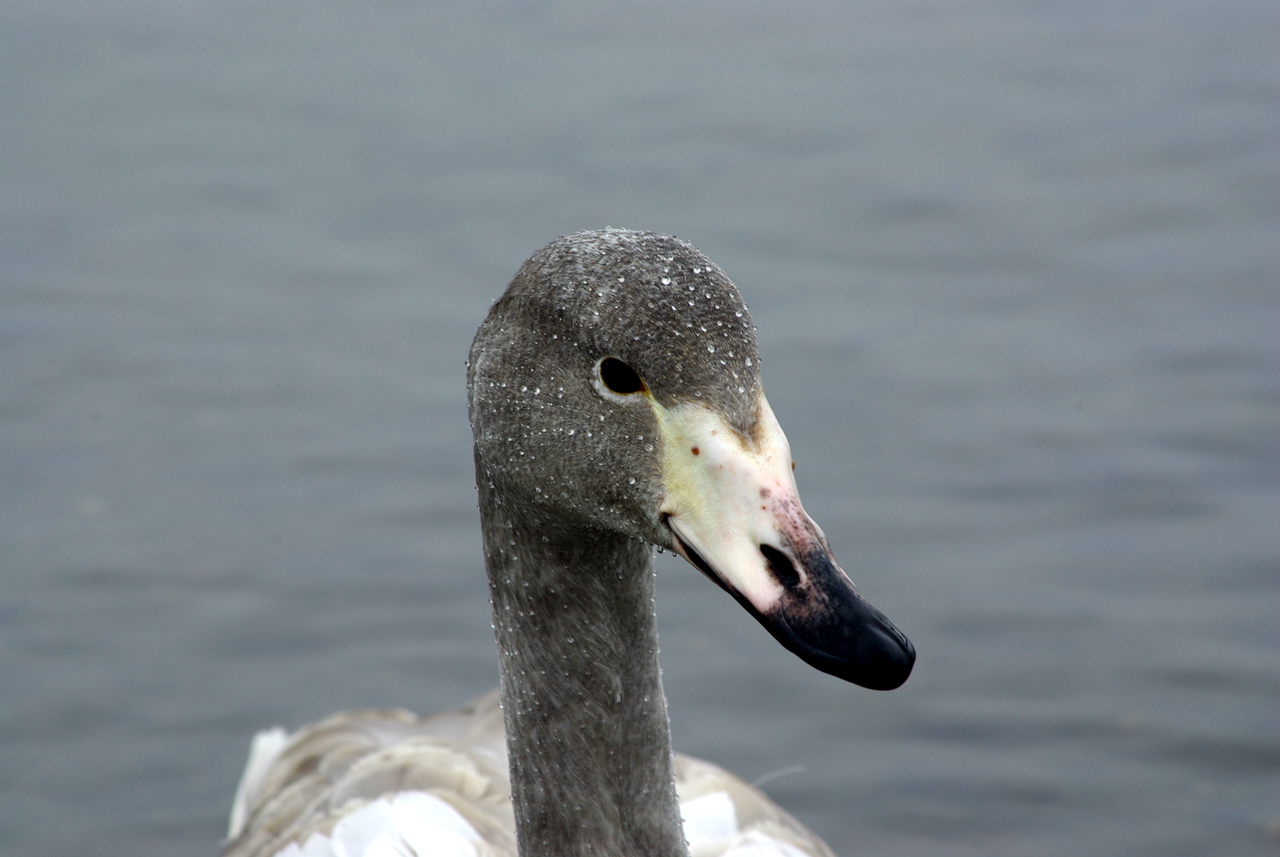
تصویری از یک قوی جوان در ژاپن
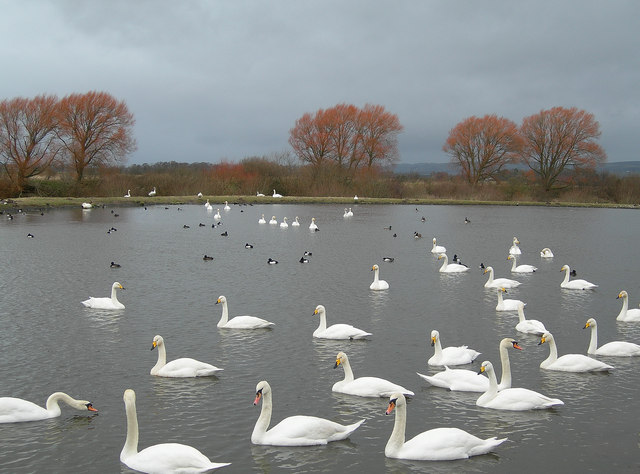
تصویری از قوهای گنگ (با منقارهای نارنجی) و قوهای فریادکش (با منقارهای زرد) در استخری در انگلستان